# Mansión Seré

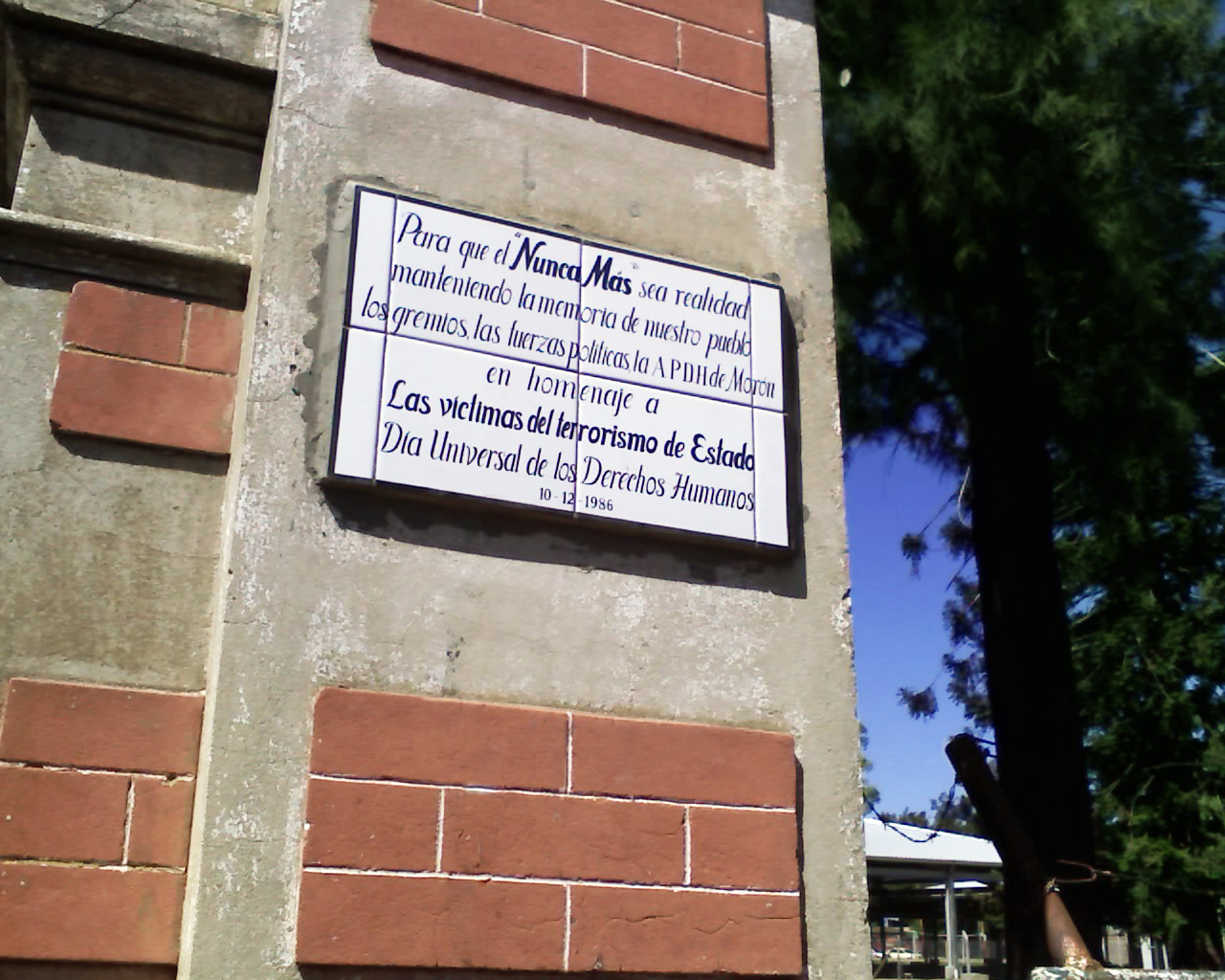
Placa conmemorativa y primera señalización de Mansión Seré, aprobada por unanimidad en el Concejo Deliberante. “Para que el Nunca Más sea realidad, manteniendo la memoria de nuestro pueblo, los gremios, las fuerzas políticas, las APDH (Asociaciones por los Derechos Humanos) de Morón en homenaje a las Víctimas del Terrorismo de Estado. Día Universal de los Derechos Humanos, 10 de diciembre de 1986.”.

La Mansión Seré (también conocida como Quinta de Seré o Atila) fue un centro clandestino de detención (CCD) que funcionó durante el gobierno de facto autodenominado «Proceso de Reorganización Nacional» (1976-1983). Dependía de la Fuerza Aérea Argentina.

## Historia
Era una casa antigua ubicada en la Calle Blas Parera en el límite entre las localidades de 
Castelar e Ituzaingó, Partido de 
Morón, Provincia de Buenos Aires.
En 1868, el inmigrante vasco francés Jean Sère adquirió 56 hectáreas en las afueras de Morón. Allí construyó la Quinta Seré, donde se dedicó a la cría de caballos de polo y actividades de ganadería. Al morir Jean, en 1893, los campos fueron divididos entre tres de sus hijos. En 1900, su hija Leocadia, heredera de la parcela lindante con el partido de Ituzaingó, y su marido Santiago Capdepont encargaron al arquitecto Juan Bernardo Seré, hermano de Leocadia, la construcción de la Mansión, un palacete de estilo francés de dos plantas con materiales importados de Europa. La belleza del edificio se veía favorecida por el paisaje rural que la rodeaba.
En 1928, Leocadia adquirió terrenos lindantes alcanzando las 11 hectáreas. Por esos años se hicieron los primeros loteos, dando origen al Barrio Seré.
Por razones no establecidas, la Mansión fue vendida al Municipio de la Ciudad de Buenos Aires en 1949, por una suma cercana a los tres millones de pesos (llamados "pesos moneda nacional"). Luego de la caída de Perón, la propiedad fue virtualmente abandonada hasta 1966.
Durante la presidencia de facto de Juan Carlos Onganía en 1966, el lugar fue habilitado como Casino de Oficiales de la VII Brigada Aérea de Morón, iniciándose así la presencia militar en la zona.
Tras el golpe de 1976, entre 1977 y 1978, el lugar funcionó como centro clandestino de detención bajo la jurisdicción de la Fuerza Aérea con asistencia de la Policía Bonaerense de Castelar. En la jerga de los represores era conocido como "Atila" o "La Mansión".
A pesar de los estrictos controles y vigilancia a que estaban sometidos los prisioneros alojados en la casona, una fuga fue posible y con ello el principio del fin para este Centro Clandestino de Detención. El 24 de marzo de 1978, en coincidencia con el segundo aniversario del golpe militar, el futbolista Claudio Tamburrini, Daniel Rusomano, Guillermo Fernández y Carlos García Muñoz lograron evadirse descolgándose desnudos y esposados desde una ventana del primer piso. Estos hechos son recreados en la película Crónica de una fuga, del director de cine Adrián Caetano del año 2006.
Tras la fuga, la Mansión fue incendiada y dinamitada, quedando de ella sólo una ya inestable fachada y los prisioneros enviados a varias unidades penales. En 1985, recientemente recuperada la democracia, el intendente de Morón Norberto García Silva gestiona ante la Municipalidad de Buenos Aires la recuperación del predio mediante un comodato por diez años a la Municipalidad de Morón, para que fuera destinado a la construcción un Polideportivo, llamado "Gorki Grana". El día de la inauguración, el Intendente afirmó: "Donde hubo tinieblas, ahora debe brotar vida". 
En el 2001, el arquitecto Alejandro Sánchez propone en la Asociación Seré, al ubicar restos de mampostería sepultada en el predio, la idea de recuperar los cimientos de la memoria de la casa. originandose el proyecto.
Las ruinas de Mansión Seré fueron demolidas en el marco de la construcción del Polideportivo. En el año 2002, a través del Proyecto Arqueológico y Antropológico Mansión Seré, se comenzaron excavaciones que lograron recuperar los cimientos y construir un Sitio de Memoria de relevancia nacional e internacional.

## El lugar hoy
A partir del año 2000, funciona la Casa de la Memoria y la Vida y la Dirección de Derechos Humanos. Es el primer caso en Latinoamérica de recuperación para la memoria histórica de un espacio de estas características. El primer centro clandestino de detención y torturas que se convierte en un lugar de rescate de la memoria, de acción para modificar el presente y de proyección para construir un futuro distinto. Ahora la "mansión" se encuentra en el Gorki Grana.
A través del decreto nacional 2243/15 se declaró como Lugar Histórico Nacional.
El predio es sede de los festivales La Minga!, donde se han presentado artistas como Manu Chao, Fito Páez, León Gieco, Vicentico, Divididos entre otros.

### Centro Recreativo y Deportivo Municipal Gorki Grana
Está emplazado en donde funcionaba el centro clandestino de detención Mansión Seré, en un predio de once hectáreas que se encuentra ubicado sobre la calle Santa María de Oro 3530, Castelar sur, Morón.
Cuenta con instalaciones deportivas y recreativas, a las que se puede acceder de manera totalmente gratuita.
El predio es utilizado en forma permanente por los 3400 beneficiarios que todas las semanas participan de los programas de la Dirección de Deporte, y los 2300 que lo visitan cada semana como lugar de esparcimiento y ocio.
El Centro Deportivo y Recreativo Gorki Grana cuenta con espacios especialmente diseñados y mantenidos para la práctica deportiva: pista de atletismo, cancha de fútbol 11, cancha de sóftbol, un gimnasio semi-cubierto, cancha de hockey, cancha de beach vóley, canchas de fútbol reducido, canchas de tejos, salón de usos múltiples, pileta de natación para personas con discapacidad, un sector de merenderos, un sector de juegos infantiles, vestuarios y sanitarios, pañol deportivo y consultorio médico.[cita requerida]
El Polideportivo Municipal cuenta con un Microestadio cubierto de 4.150 m² con capacidad para 2.500 personas. El mismo, inaugurado a fines de 2014, se utiliza para el deporte social y formativo y está preparado para realizar competencias de deporte espectáculo y de alto rendimiento en disciplinas como voleibol, básquetbol, fútbol de salón (fútsal), gimnasia, etc. Este escenario ha sido sede de la final de la Copa Máster de voleibol en 2014, y Ciudad Vóley ha ejercido su localía aquí para las ligas 2013-14, 2014-15, 2015-16 y la Copa ACLAV 2015. Las ediciones 2014 y 2016 de la Copa Master también se disputaron aquí al igual que la octava edición de la Copa del Mundo WUKO-AD (World Union Karate Organization) en noviembre de 2016.
Además, allí funciona la Biblioteca del Deporte, la Recreación y la Actividad Física “Miguel Benancio Sánchez”, la Dirección de Deportes y Recreación, la Dirección de Derechos Humanos y la Casa de La Memoria y La Vida.
Está abierto todos los días de la semana de 7 a 22.